# کاروانسرای باغ شیخ
کاروانسرای باغ شیخ (عبدالغفارخان) مربوط به دوره زند است و در شهرستان ساوه، ۸ کیلومتری جاده ساوه، مجاور روستای باغ شیخ واقع شده و این اثر در تاریخ ۱۴ مهر ۱۳۵۴ با شمارهٔ ثبت ۱۱۸۵ به‌عنوان یکی از آثار ملی ایران به ثبت رسیده‌است.
این کاروانسرا در ۶ کیلومتری شرق ساوه بنا گردیده و تاریخ بنای آن به دوره زندیه بازمی‌گردد. در مجموعه این کاروانسرا، یک آب‌انبار و یک حسینیه نیز احداث شده‌است. کاروانسرای مزبور به صورت یک چهار ایوانی بوده که دارای چهار برج دیده‌بانی در چهارگوشه آن می‌باشد و در درون آن یک شاه‌نشین، باراندازها و حجرات متعددی به چشم می‌خورد.

## ثبت در فهرست میراث جهانی
در ۲۶ شهریور ۱۴۰۲ در جریان چهل و پنجمین اجلاس کمیته میراث جهانی یونسکو در ریاض، کاروانسرای عبدالغفارخان (باغ شیخ) به‌همراه ۵۳ کاروانسرای تاریخی دیگر (جمعاً ۵۴ کاروانسرا در ۲۴ استان ایران) تحت عنوان کاروانسراهای ایرانی در فهرست میراث جهانی قرار گرفتند. این مجموعه جهانی به عنوان بیستمین و هفتمین اثر جهانی کشور ایران شناخته می‌شود.